# Deutsche Poolbillard-Meisterschaft 2004 (Ladies)
Die Deutsche Poolbillard-Meisterschaft 2004 war die vierte Austragung zur Ermittlung der nationalen Meistertitel der Ladies in der Billardvariante Poolbillard. Sie wurde im Stahlpalast in Brandenburg an der Havel ausgetragen.
Es wurden die Deutschen Meisterinnen in den Disziplinen 14/1 endlos, 8-Ball, 9-Ball und 8-Ball-Pokal ermittelt.

## Medaillengewinnerinnen
| Disziplin    | Gold                                    | Silber                                  | Bronze                                 | Bronze                                 |
| ------------ | --------------------------------------- | --------------------------------------- | -------------------------------------- | -------------------------------------- |
| 14/1 endlos  | Brigitte Ganze (PBC Kreuzberg)          | Angelika Weber (PBC Rot-Gelb Stolberg)  | Klara Lensing (PBC Kelze Ente)         | Cornelia Pauritsch (1. PBC Hellweg)    |
| 8-Ball       | Klara Lensing (PBC Kelze Ente)          | Illa Weberstetter (PBC Olimpia München) | Karin Bogs (BF Duisburg 02)            | Margit Schlosser (PV Astoria Walldorf) |
| 9-Ball       | Illa Weberstetter (PBC Olimpia München) | Silvia Althaus (PBC Karben)             | Doris Raffel (BF Duisburg 02)          | Sabrina Hoyer (PBG Linde Mariendorf)   |
| 8-Ball-Pokal | Klara Lensing (PBC Kelze Ente)          | Silvia Althaus (PBC Karben)             | Margit Schlosser (PV Astoria Walldorf) | Cornelia Pauritsch (1. PBC Hellweg)    |